# Виленско-Радомская уния
Ви́ленско-Ра́домская у́ния — государственный союз Королевства Польского и Великого княжества Литовского, заключённый в 1401 году. 
В условиях тяжелого поражения литовского войска в битве на Ворскле в 1399 году, а также усиления влияния Свидригайло, претендента на власть в Великом княжестве Литовском, Витовт, проводивший самостоятельную политику по отношению к Королевству Польскому, дал согласие на заключение нового союза между государствами. Акт, заложивший основы будущих отношений между государствами, был подписан двоюродным братом Витовта королём польским Ягайло в конце 1400 года около озера Круды между Гродно и Меречью (документ не сохранился).
18 января 1401 года на съезде в Вильне Витовт подписал акт о своей присяге Ягайло, который, будучи верховным правителем Литвы, передавал Витовту право пожизненного владения государством и признавал его титул великого князя литовского. После смерти Витовта его владения должны были отойти Ягайло или его наследникам. В случае, если бы Ягайло умер, не оставив наследников, польская сторона обещала допустить участие литовского и русского боярства в выборе нового польского монарха. Литвинам удалось отстоять право не выплачивать дань Польше; на необходимости этого пункта в договоре изначально настаивали поляки, однако позднее отказались от своих притязаний. В тот же день присутствовавшие на съезде удельные князья, епископы и бояре подписали акт, в котором обещали не нарушать заключенного между Ягайло и Витовтом соглашения (к документу было привешено 40 печатей). 11 марта того же года на съезде в Радоме польские паны издали аналогичный акт (к нему привешено 49 печатей).
Историки отмечают, что во время заключения унии произошла институализация литовской рады, которая по отношению к Польше впервые выступила как отдельный государственный орган.